# Dolosis illacerata
Dolosis illacerata är en fjärilsart som beskrevs av Louis Beethoven Prout 1912. Dolosis illacerata ingår i släktet Dolosis och familjen mätare. Inga underarter finns listade i Catalogue of Life.